# جورج جاكوبسن
جورج جاكوبسن (بالدنماركية: Georg Jacobsen)‏ هو رسام ومهندس معماري دنماركي، ولد في 17 سبتمبر 1887 في فريدريكسبرغ في الدنمارك، وتوفي بنفس المكان في 14 فبراير 1976.